# Манон Леско (опера Пуччини)
«Мано́н Леско́» (фр. Manon Lescaut) — опера в 4 действиях Джакомо Пуччини, либретто Р. Леонкавалло, Марко Праги, Л. Иллики, Дж. Джакозы, Д. Оливы и О. Малагарди по одноименному роману аббата Прево. Премьера оперы состоялась 1 февраля 1893 года в Турине.

## Действующие лица
| Партия                             | Голос   |
| ---------------------------------- | ------- |
| Манон Леско                        | сопрано |
| Кавалер де Грие, студент           | тенор   |
| Леско, сержант королевской гвардии | баритон |
| Жеронт де Равуар, откупщик         | бас     |
| Эдмонт, студент                    | тенор   |
| Хозяин постоялого двора            | бас     |
| Сержант                            | бас     |
| Капитан корабля                    | бас     |
| Фонарщик                           | тенор   |

## Содержание
Действие происходит во Франции и в одной из американских колоний во второй половине XVIII века.

### Действие первое
На почтовом дворе в Амьене Манон, прибывшая туда со своим братом, сержантом королевской гвардии, знакомится с де Грие. Манон рассказывает ему, что семья отправляет её в монастырь, а брат сопровождает её. Де Грие влюбляется в Манон. Богатый откупщик, старик Жеронт, приехавший на том же дилижансе, что и Манон, хочет похитить её. Он заказывает экипаж в уверенности, что Манон будет не в силах устоять перед его богатством. Но Манон влюбляется в де Грие, и они уезжают в экипаже, нанятом Жеронтом.

### Действие второе
Во дворце Жеронта блистает Манон. Она не выдержала нищеты и, поддавшись уговорам брата, стала содержанкой Жеронта. Манон мечтает о любви и вспоминает де Грие. Старик Жеронт входит в спальню Манон и любуется ею. После того как уходит, появляется де Грие. Влюбленные бросаются друг другу в объятия и забывают обо всем на свете. Старик Жеронт застаёт их вместе. Манон смеётся над ним; не выдержав насмешек, он уходит, решив отомстить любовнице. Де Грие умоляет Манон бежать с ним. Манон соглашается. Она берёт с собой драгоценности. Неожиданно в комнату врываются солдаты, подосланные Жеронтом. Манон уводят под хохот старика: «Королеву, если казначей того захочет, в мгновение ока можно представить распутницей и воровкой».

### Действие третье
В Гавре готовится к отплытию в американские колонии корабль, везущий женщин, осужденных за бродяжничество и разврат. Среди них Манон Леско. Де Грие и Леско хотят подкупить стражу и устроить побег. Но план не удается. Женщин ведут на корабль, де Грие умоляет капитана корабля разрешить ему плыть вместе с Манон в ссылку. Тот соглашается и пускает де Грие на борт.

### Действие четвёртое
Жизнь ссыльных ужасна, вдобавок сын начальника колонии хочет силой овладеть Манон, де Грие убивает его. Манон и де Грие вновь вынуждены бежать. Они идут по степи, смертельно усталые и голодные. Манон умирает на руках де Грие: «Вину мою поглотит время, преступления мои забудутся. Но любовь моя не умрёт никогда».

## История создания и постановок
Приступая к написанию своей третьей оперы, Джакомо Пуччини — тогда сравнительно малоизвестный композитор — обратился к популярному французскому роману XVIII века, принадлежащему перу Антуана Франсуа Прево. Пуччини не смутило то, что на тот же сюжет уже существовало две оперы и балет (при этом произведение Ж. Массне было создано совсем недавно и с успехом шло в крупнейших театрах мира). Композитор ясно видел своеобразие своей трактовки произведения Прево, по его собственным словам, «Массне воспринимает этот сюжет как француз — с пудрой и менуэтами, я же как итальянец — с отчаянием и страстью». В результате роман Прево был значительно переработан, для чего понадобились усилия нескольких либреттистов (первым из которых стал композитор Руджеро Леонкавалло): Пуччини был недоволен предлагаемыми либретто, но в конце концов остановился на варианте Луиджи Иллики и Джузеппе Джакозы — в дальнейшем композитор постоянно сотрудничал с этими авторами.
Премьера спектакля состоялась в феврале 1893 года в туринском Театро Реджо (дирижёр — Алессандро Поме, заглавную партию исполнила Чезира Феррани) и стала первым серьёзным успехом композитора. В следующем году опера была поставлена в лондонском Ковент-Гардене (партию Манон исполнила русская певица Ольга Ольгина). Посетивший спектакль Бернард Шоу был впечатлён настолько, что объявил Пуччини наиболее вероятным наследником Джузеппе Верди. Первая российская постановка состоялась уже в год премьеры — 31 октября 1893 года в Петербурге силами итальянской труппы, однако дальнейшая сценическая судьба оперы в России и СССР была не слишком благополучна: опера ставилась считанное число раз и, как правило, не в самых крупных театрах.
Среди постановок оперы в XX веке следует выделить спектакль 1922 года в театре Ла Скала (дирижёр — Артуро Тосканини, партия Манон — Юанита Караччоло), специально для которого композитор несколько переработал своё произведение. «Манон Леско» остаётся популярной и в настоящее время, кроме того, существуют многочисленные записи оперы — как студийные, так и «живые».
Первая постановка на сцене Большого театра в Москве состоялась в октябре 2016 г., исполнители главных партий Анна Нетребко и Юсиф Эйвазов.